# Alfabeto aramaico

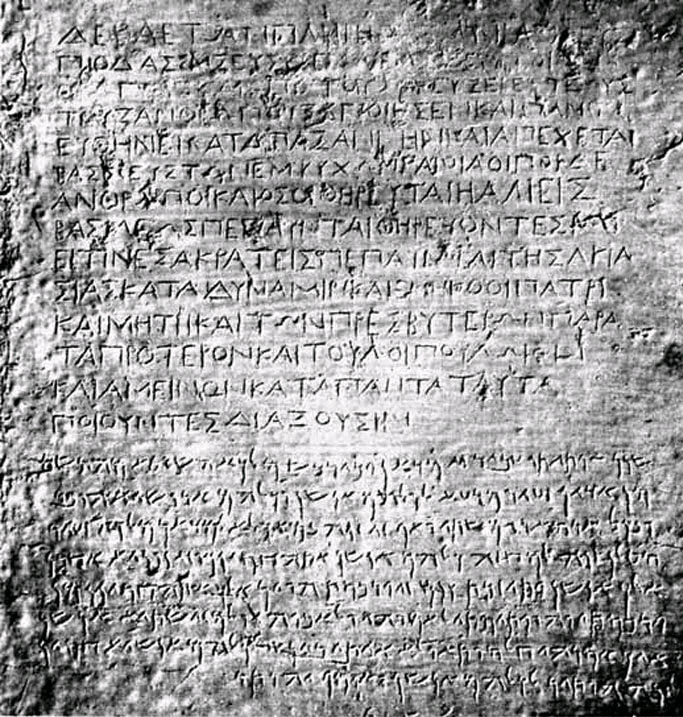
Incisione in greco ed aramaico dell'imperatore indiano Aśoka il Grande (300 a.C.)

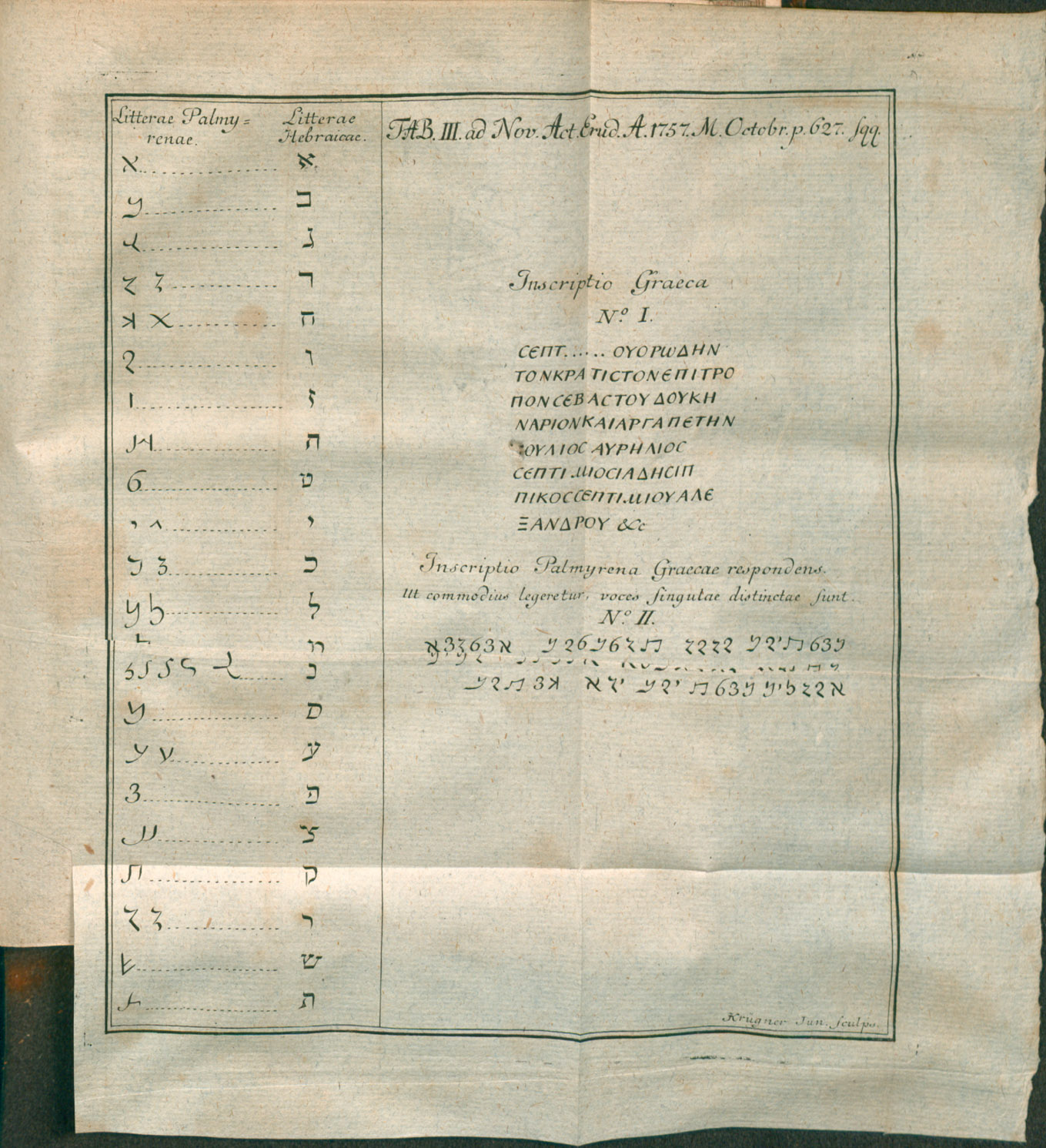
Raffronto tra alfabeto palmireno ed ebraico in una tavola degli Acta Eruditorum del 1757

L'alfabeto aramaico è un "abjad", un alfabeto consonantico, usato per la scrittura delle lingue: aramaica, ebraica, siriaca e mandaica.

## Storia
Si sviluppò dall'alfabeto fenicio, e da esso si distinse attorno all'VIII secolo a.C..

## Caratteri
| Nome della lettera | Forma della lettera | Equivalente ebraico | Pronuncia                         |
| ------------------ | ------------------- | ------------------- | --------------------------------- |
| Ālaph              | 𐡀                   | א                   | ā, ē (Occlusiva glottidale sorda) |
| Bēth               | 𐡁                   | ב                   | b, v                              |
| Gāmal              | 𐡂                   | ג                   | ɡ, ɣ                              |
| Dālath             | 𐡃                   | ד                   | d, ð                              |
| Hē                 | 𐡄                   | ה                   | h                                 |
| Waw                | 𐡅                   | ו                   | w; ō, ū                           |
| Zayin              | 𐡆                   | ז                   | z                                 |
| Hēth               | 𐡇                   | ח                   | [ħ] (Fricativa faringale sorda)   |
| Tēth               | 𐡈                   | ט                   | [tˁ] (enfatica)                   |
| Iod                | 𐡉                   | י                   | j; ī, ē                           |
| Kāph               | 𐡊                   | ך כ                 | k, x                              |
| Lāmadh             | 𐡋                   | ל                   | l                                 |
| Mim                | 𐡌                   | ם מ                 | m                                 |
| Nun                | 𐡍                   | ן נ                 | n                                 |
| Samech             | 𐡎                   | ס                   | s                                 |
| Ayin / ‘Ē          | 𐡏                   | ע                   | (Fricativa faringale sonora)      |
| Pē                 | 𐡐                   | ף פ                 | p, f                              |
| Tsade              | 𐡑                   | ץ צ                 | [sˤ]                              |
| Qoph               | 𐡒                   | ק                   | q (Occlusiva uvulare sorda)       |
| Rēsh               | 𐡓                   | ר                   | r                                 |
| Shin               | 𐡔                   | ש                   | ʃ                                 |
| Taw                | 𐡕                   | ת                   | t, θ                              |

### Alfabeti derivati

#### Per le varietà aramaiche
- Hatreno
- Mandaico
- Nabateo
- Palmireno
- Samaritano
- Siriaco

#### Per altre lingue
- Arabo
- Brahmi
- Ebraico
- Kharoshthi
- Alfabeto aramaico Persiano
- Alfabeto sogdiano

### Varie
- Abjad
- Alfabeto fenicio
- Storia dell'alfabeto
- Storia della scrittura
- Lingua aramaica